# Oz gostyniński
Oz gostyniński – oz położony w Kotlinie Płockiej, na Pojezierzu Gostynińskim, na Mazowszu. Wał ozu ciągnie się wzdłuż lewego brzegu Skrwy Lewej, od Jeziora Czarnego w Gostyninie w kierunku południowym, a następnie zachodnim na długości 14 km. W najwyższym punkcie osiąga wysokość 121,5 m n.p.m. i 34 m wysokości względnej.
Został odkryty i opisany w 1916 r. przez Feliksa Rutkowskiego jako część moren kutnowskich. W 1927 roku Stanisław Lencewicz zwrócił uwagę na odrębną, fluwioglacjalną genezę wału.
Oz powstał podczas jednego ze stadiałów zlodowacenia Wisły, gdy obszar Kotliny Płockiej znalazł się w zasięgu lobu płockiego. Po utworzeniu się kanału subglacjalnego, w wyniku działalności wód fluwioglacjalnych, doszło do depozycji piasków i żwirów w rynnie subglacjalnej. Następnie doszło do otwarcia szczeliny, do której zaczął spływać również materiał ablacyjny z powierzchni lodowca. Po zaniku lądolodu (lobu płockiego) oz ukazał się w rzeźbie terenu.
Północny fragment ozu został objęty w 1988 r. ochroną przyrody. W celu zachowania ozu utworzono rezerwat przyrody Dybanka.